# Adrien Broner
Adrien Jerome Broner (Cincinnati, 28 luglio 1989) è un pugile statunitense.
Soprannominato "The Problem" o "Lil Brother", ha conquistato titoli mondiali in quattro differenti classi di peso, avendo vinto la cintura WBC dei leggeri, WBO dei superpiuma e WBA dei superleggeri e welter. Ha inoltre raggiunto la sesta posizione della classifica pound for pound di The Ring.

## Carriera
Broner compie il suo debutto da professionista il 31 maggio 2008, sconfiggendo il connazionale Allante Davis per KO alla prima ripresa.
Ha tenuto diversi titoli del mondo in quattro classi di peso, tra cui il titolo WBO dei pesi superpiuma dal 2011 al 2012, il titolo WBC dei pesi leggeri dal 2012 al 2013, il titolo WBA dei pesi welter nel 2013 e il titolo WBA dei pesi superleggeri dal 2015 al 2016. Egli è noto per le sue buffonate esagerate sia dentro che fuori dal ring.
Nel luglio 2018, Broner è stato classificato come il quarto miglior peso superleggeri al mondo dal Transnational Boxing Rankings Board, e l'ottavo miglior peso welter attivo da BoxRec. Nel dicembre 2012, la rivista The Ring lo ha classificato come il quinto miglior pugile attivo del mondo, pound for pound.

## Record professionale
| No. | Risultato | Record     | Avversario               | Metodo | Data              | Round   | Luogo                                | Note |
| --- | --------- | ---------- | ------------------------ | ------ | ----------------- | ------- | ------------------------------------ | --- |
| 42  | Sconfitta | 35-5-1 (1) | Blair Cobbs              | UD     | 7 giugno 2024     | 10      | Hollywood, Stati Uniti d'America     | |
| 41  | Vittoria  | 35-4-1 (1) | Bill Hutchinson          | UD     | 9 giugno 2023     | 10      | Miami, Stati Uniti d'America         | |
| 40  | Vittoria  | 34-4-1 (1) | Jovanie Santiago         | UD     | 20 Febbraio 2021  | 12      | Montville, Stati Uniti d'America     | |
| 39  | Sconfitta | 33-4-1 (1) | Manny Pacquiao           | UD     | 19 Gennaio 2019   | 12      | Paradise, Stati Uniti d'America      | Per il titolo WBA (Regular) dei pesi welter                                                                                    |
| 38  | Pareggio  | 33-3-1 (1) | Jessie Vargas            | MD     | 21 Aprile 2018    | 12      | New York, Stati Uniti d'America      | |
| 37  | Sconfitta | 33-3 (1)   | Mikey Garcia             | UD     | 29 Luglio 2017    | 12      | New York, Stati Uniti d'America      | |
| 36  | Vittoria  | 33-2 (1)   | Adrián Granados          | SD     | 18 Febbraio 2017  | 10      | Cincinnati, Stati Uniti d'America    | |
| 35  | Vittoria  | 32-2 (1)   | Ashley Theophane         | TKO    | 1 Aprile 2016     | 9 (12)  | Washington, Stati Uniti d'America    | Mantiene il titolo WBA dei pesi superleggeri                                                                                   |
| 34  | Vittoria  | 31-2 (1)   | Khabib Allakhverdiev     | TKO    | 3 Ottobre 2015    | 12 (12) | Cincinnati, Stati Uniti d'America    | Vince il vacante titolo WBA dei pesi superleggeri                                                                              |
| 33  | Sconfitta | 30-2 (1)   | Shawn Porter             | UD     | 20 Giugno 2015    | 12      | Paradise, Stati Uniti d'America      | |
| 32  | Vittoria  | 30-1 (1)   | John Molina Jr.          | UD     | 7 Marzo 2015      | 12      | Paradise, Stati Uniti d'America      | |
| 31  | Vittoria  | 29-1 (1)   | Emanuel Taylor           | UD     | 6 Settembre 2014  | 12      | Cincinnati, Stati Uniti d'America    | Mantiene il titolo WBA International dei pesi superleggeri                                                                     |
| 30  | Vittoria  | 28-1 (1)   | Carlos Molina            | UD     | 3 Maggio 2014     | 10      | Paradise, Stati Uniti d'America      | Vince il vacante titolo WBA International dei pesi superleggeri                                                                |
| 29  | Sconfitta | 27-1 (1)   | Marcos Maidana           | UD     | 14 Dicembre 2013  | 12      | San Antonio, Stati Uniti d'America   | Perde il titolo WBA dei pesi welter                                                                                            |
| 28  | Vittoria  | 27-0 (1)   | Paulie Malignaggi        | SD     | 22 Giugno 2013    | 12      | New York, Stati Uniti d'America      | Vince il titolo WBA dei pesi welter                                                                                            |
| 27  | Vittoria  | 26-0 (1)   | Gavin Rees               | TKO    | 16 Febbraio 2013  | 5 (12)  | Atlantic City, Stati Uniti d'America | Mantiene il titolo WBC dei pesi leggeri                                                                                        |
| 26  | Vittoria  | 25-0 (1)   | Antonio DeMarco          | TKO    | 17 Novembre 2012  | 8 (12)  | Atlantic City, Stati Uniti d'America | Vince il titolo WBC dei pesi leggeri                                                                                           |
| 25  | Vittoria  | 24-0 (1)   | Vicente Escobedo         | TKO    | 21 Luglio 2012    | 5 (12)  | Cincinnati, Stati Uniti d'America    | Mantiene il titolo WBO dei pesi superpiuma                                                                                     |
| 24  | Vittoria  | 23-0 (1)   | Eloy Pérez               | KO     | 25 Febbraio 2012  | 4 (12)  | Saint Louis, Stati Uniti d'America   | Mantiene il titolo WBO dei pesi superpiuma                                                                                     |
| 23  | Vittoria  | 22-0 (1)   | Vicente Martín Rodríguez | KO     | 26 Novembre 2011  | 3 (12)  | Cincinnati, Stati Uniti d'America    | Vince il vacante titolo WBO dei pesi superpiuma                                                                                |
| 22  | Vittoria  | 21-0 (1)   | Jason Litzau             | TKO    | 18 Giugno 2011    | 1 (10)  | Guadalajara, Messico                 | Vince il vacante titolo WBC-USNBC dei pesi piuma                                                                               |
| 21  | Vittoria  | 20-0 (1)   | Daniel Ponce de León     | UD     | 5 Marzo 2011      | 10      | Anaheim, Stati Uniti d'America       | Vince il vacante titolo WBO Intercontinentale dei pesi superleggeri                                                            |
| 20  | Vittoria  | 19-0 (1)   | John Revish              | RTD    | 15 Gennaio 2011   | 1 (8)   | Cincinnati, Stati Uniti d'America    | Vince il vacante titolo WBC-USNBC dei pesi leggeri                                                                             |
| 19  | Vittoria  | 18-0 (1)   | Ilido Julio              | TKO    | 6 Novembre 2010   | 1 (8)   | Newark, Stati Uniti d'America        | |
| 18  | Vittoria  | 17-0 (1)   | Guillermo Sanchez        | TKO    | 4 Settembre 2010  | 2 (10)  | Cincinnati, Stati Uniti d'America    | |
| 17  | Vittoria  | 16-0 (1)   | Carlos Claudio           | RTD    | 24 Gennaio 2009   | 6 (10)  | Cincinnati, Stati Uniti d'America    | Vince il vacante titolo WBC Youth Intercontinental dei pesi superpiuma                                                         |
| 16  | Vittoria  | 15-0 (1)   | Rafael Lora              | TKO    | 14 Maggio 2010    | 1 (10)  | New York, Stati Uniti d'America      | |
| 15  | Vittoria  | 14-0 (1)   | Roberto Acevedo          | TKO    | 23 Gennaio 2010   | 4 (6)   | Cincinnati, Stati Uniti d'America    | |
| 14  | Vittoria  | 13-0 (1)   | Tommy Atencio            | TKO    | 28 Novembre 2009  | 1 (6)   | Cincinnati, Stati Uniti d'America    | |
| 13  | Vittoria  | 12-0 (1)   | Henry White, Jr.         | KO     | 5 Settembre 2009  | 3 (6)   | Cincinnati, Stati Uniti d'America    | |
| 12  | Vittoria  | 11-0 (1)   | Edgar Portillo           | TKO    | 22 Agosto 2009    | 1 (10)  | Houston, Stati Uniti d'America       | |
| 11  | Vittoria  | 10-0 (1)   | William Kickett          | KO     | 27 Giugno 2009    | 6 (8)   | Los Angeles, Stati Uniti d'America   | |
| 10  | Vittoria  | 9-0 (1)    | Fernando Quintero        | MD     | 8 Maggio 2009     | 8       | Fort Worth, Stati Uniti d'America    | |
| 9   | Vittoria  | 8-0 (1)    | Angel Rodriguez          | TKO    | 4 Aprile 2009     | 4 (6)   | Austin, Stati Uniti d'America        | |
| 8   | Vittoria  | 7-0 (1)    | Eric Ricker              | UD     | 14 Marzo 2009     | 6       | Cincinnati, Stati Uniti d'America    | |
| 7   | Vittoria  | 6-0 (1)    | Luis Alfredo Lugo        | UD     | 24 Gennaio 2009   | 6       | Cincinnati, Stati Uniti d'America    | |
| 6   | NC        | 5-0 (1)    | Eric Ricker              | TKO    | 27 Dicembre 2008  | 2 (4)   | Los Angeles, Stati Uniti d'America   | Originariamente una vittoria per squalifica per Ricker dopo che Broner lo spinse fuori dal ring, poi cambiata in un no contest |
| 5   | Vittoria  | 5-0        | Scott Furney             | TKO    | 6 Dicembre 2008   | 1 (6)   | Paradise, Stati Uniti d'America      | |
| 4   | Vittoria  | 4-0        | Terrance Jett            | TKO    | 22 Novembre 2008  | 6 (6)   | Paradise, Stati Uniti d'America      | |
| 3   | Vittoria  | 3-0        | Ramon Flores             | TKO    | 27 Settembre 2008 | 1 (4)   | Carson, Stati Uniti d'America        | |
| 2   | Vittoria  | 2-0        | David Warren Huffman     | TKO    | 30 Agosto 2008    | 1 (4)   | Cincinnati, Stati Uniti d'America    | |
| 1   | Vittoria  | 1-0        | Allante Davis            | KO     | 31 Maggio 2008    | 1 (4)   | Cincinnati, Stati Uniti d'America    | |